# Cuthbert Sebastian
Cuthbert Sebastian (Miami, Florida; 22 de octubre de 1921-Basseterre, 25 de marzo de 2017) fue un político sancristobaleño que ocupó el cargo de Gobernador General de San Cristóbal y Nieves desde el 1 de enero de 1996 hasta el 1 de enero de 2013 sustituyendo a Clement Arrindell en el cargo.
Estudió medicina en la Mount Allison University de Canadá. Recibió la orden de caballero en 1969 de la reina Isabel II de Inglaterra.